# قطعة المفرش
قَطْعَة المِفْرَش أو بسي الشراع (Psi Velorum, ψ Velorum) هو نظام نجمي ثنائي في كوكبة الشراع الجنوبية. بناءً على اختلاف المنظر السنوي قيمته 53.15 ميلي ثانية القوس كما يُرى من الأرض، فهو يقع على مسافة 61.4 سنةً ضوئيةً من الشمس. يمكن رؤيته بالعين المجردة بقدر ظاهري إجمالي +3.58. إن حركة هذا النظام عبر الفضاء تجعله عضوًا مرشحًا في مجموعة رأس التوأم المقدم المتحركة [الإنجليزية] .
يدور مُكَوِّنَا النظام حول مركز ثقلهما المشترك بدَوْر مداري 33.95 سنوات وانحراف مداري 0.433. نصف المحور الأكبر لمدارهم له حجم زاوي قدره 0.862 ثوانٍ قوسية. المكون الأساسي A هو شبه عملاق أبيض مصفر من النوع F ذو قدر ظاهري يبلغ +3.91 وتصنيف نجمي F0 IV. النجم الثانوي الأخفت، المكون B، هو أيضًا نجم شبه عملاق من النوع F قدره الظاهري +5.12 ومرتبته F3 IV. وقد أُفِيدَ بأن قدره يُراوح بين 4.5 و 5.1.